# Toxonprucha amoena
Toxonprucha amoena är en fjärilsart som beskrevs av Heinrich Benno Möschler 1890. Toxonprucha amoena ingår i släktet Toxonprucha och familjen nattflyn. Inga underarter finns listade i Catalogue of Life.